# Uszolje-Szibirszkoje
Uszolje-Szibirszkoje (oroszul: Усолье-Сибирское) város Kelet-Szibériában, Oroszország Irkutszki területén. Az Uszoljei járás székhelye, de nem része a járásnak.
Lakossága: 83 327 fő (a 2010. évi népszámláláskor).

## Fekvése
Az Irkutszki terület déli részén, Irkutszk területi székhelytől vasúton 67 km-re, országúton 75 km-re északnyugatra, az Irkutszk–cseremhovói-síkságon, az Angara bal partján helyezkedik el, közel a Belaja torkolatához. Folyami kikötő, vasútállomás a transzszibériai vasútvonalon. (Az új állomásépületet 1990-ben adták át.) A város mellett halad az M-53 jelű „Bajkál” (Krasznojarszk–Irkutszk) autóút.
A város északnyugat–délkeleti irányban közel 10 km hosszan húzódik a vasútvonal mellett. Legnagyobb része a vasúti pálya és az Angara között fekszik. A folyó ezen a helyen három ágra bomlik és szigetet képez. A legnagyobb sziget több mint  10 km hosszú, a kisebbik pedig sós forrásáról nevezetes. A környéket nyírfával kevert fenyvesek borítják.

### Éghajlata
Éghajlata szélsőségesen kontinentális. A levegő évi középhőmérséklete –1,4 °C. A januári középhőmérséklet –23,4 °C, a júliusi 18,6 °C. A csapadék mennyisége éves átlagban 440 mm, a legtöbb csapadék május és augusztus között érkezik. A fagymentes időszak átlagosan 112 napig tart. Sok éves átlagban az első fagyos nap szeptember 16., az utolsó – május 26.

## Története és gazdasága
Az Angara egyik szigetén 1669-ben sós forrást fedeztek fel, és egy élelmes testvérpár sófőző telepet létesített, melynek közelében település alakult ki. Miután a 18. század közepén kiépült a Szibérián át vezető postai és szállítási útvonal, a sókereskedelem fellendült. A termelés folyamatos maradt, bár a tulajdonosok váltották egymást. 1888-ban a folyó partján gyufagyárat alapítottak. A század végén megindult a vasúti közlekedés, Uszoljenél is vasútállomás épült.
1925-ben a falu városi rangot kapott és járási székhely lett. Nevét 1940-ben a szibirszkoje ('szibériai') melléknévvel egészítették ki, megkülönböztetésül a Permi határterület Uszolje városától. (Az orosz u szoli jelentése: 'a sónál'). Az 1970-es években a városból került ki a Szovjetunióban előállított konyhasó közel 50%-a. A sótermelés – változó eljárásokkal és tulajdonosi formákban – a mai napig fennmaradt, és a város vegyiparának alapja lett. A sós forrásokon az Angara partján gyógyászati központ alakult ki.
1922–1923-ban a szigeten végzett egyik fúrással 692 m mélységben nagy kősóréteget fedeztek fel. Ennek alapján új eljárást dolgoztak ki, melyet ma is használnak: a sórétegbe a lemélyített fúráson át az Angarából vizet pumpálnak be, így a korábbiaknál jóval töményebb sóoldatot nyernek.
Az 1930-as években kezdődött az ipar fejlesztése. 1933-ban építeni kezdték és 1936-ban üzembe helyezték a folyékony etilt előállító gyárat. Ez lett az alapja a későbbi nagy vegyikombinátnak. Az Ukrajnából 1941-ben evakuált klórüzemre alapozva meghonosították a városban a klórgyártást. Az Urálon túl ez volt az egyetlen vállalat, mely klórt és marónátront állított elő.

### 1945 után
A városban 1947-től 1953-ig Gulag-láger működött. Foglyai kő- és homokbányákban, lakóházak, üzemek, az erőmű és főként a  nagy bányagépgyár építkezésein dolgoztak. A kezdetben bányagépeket, később kohászati berendezéseket (is) készítő kombinát (1991-től: Uszolmas) 1956-ban kezdte meg a termelést. 1962-re teljesen elkészült a város nagy (széntüzelésű) hőerőműve.
1959-ben a korábbi és az épülő új vegyipari gyárakat egyesítették. Az Irkutszki 1. számú Vegyipari Kombinát 1975-ig létezett, akkor Uszoljehimprom néven termelési egyesüléssé alakult át és gyorsan növekedett. Volt idő, amikor az Uszoljehimprom vegyi- és műanyagipari vállalatainál több mint 100 féle vegyi terméket állítottak elő és 12 ezer fő dolgozott. Az 1960-as években épült és 1970-ben termelni kezdett az ország egyik legnagyobb gyógyszervegyészeti kombinátja.
A világháború idején Tulából evakuált ruhagyár (Revtrud) 1975-ben a ruhaipari termelési egyesülés vezető vállalata lett (az egyesüléshez tartozott Cseremhovo és Zima ruhagyára is).
A nagy iparvállalatok létrejötte a város és a lélekszám növekedését hozta magával. Külön lakónegyed épült a gépgyár, illetve a vegyipari kombinát mellett. Az 1970-es években a vasútállomás mellett új városrész keletkezett. Többnyire a nagy gyárak fedezték a lakásépítés, a kulturális és oktatási intézmények építésének költségét.

## A 21. században
A történeti városmag az Angara mentén épült, többségében magántulajdonú faházakból áll, és ott van a gyógyászati központ is. Északabbra található a Szibszol sófeldolgozó kombinát, délre a gépgyár (Uszolmas) és a gyufagyár dolgozóinak épített lakótelep. Az állomás melletti városrészt az 1970-es és 1980-as években alakították ki, ez az üzleti negyed piaccal és bevásárlóközpontokkal. Az északkeleti ipari zónához közeli lakótelepeken főként a vegyipari vállalatok dolgozói laknak, ott található a kultúrház és a polgármesteri hivatal is.
A 21. század első évtizedére az iparvállalatok jelentős részében a termelés megszűnt vagy erősen visszaesett. Több vállalat csődbe ment, a város lélekszáma csökkent, gazdasági élete válságba került.
- A város életét alapvetően meghatározó nagy vegyikombinát (Himprom, majd Uszoljehimprom) 2005-ben a Moszkvában bejegyzett NITOL cég tulajdonába került. Éveken át a termelés fellendítését ígérték, de 2014 elejére a termelés teljesen megszűnt, a gyártelepek romosan, elhagyatottan álltak.[6] Már 2005-ben kötelezték a céget az évtizedek alatt felgyülemlett higanyszennyezés felszámolására.[7] A munka megkezdését központi forrásból 2015-re tervezték, de tavasszal egy évvel későbbre halasztották.[8]
- A fafeldolgozó és gyufagyár már korábban csődbe ment.
- A korábbi gyógyszervegyészeti kombinát többször állt a csőd szélén, tulajdonosai változtak, a foglalkoztatottak száma 3000 főről (1991-ben) 600 főre csökkent (2001-re).[9] A gyár területén 2006-ban két cég osztozkodott. Az egyik éppen megszűnőben volt, a másik gyógyszervegyészeti gyár csökkent létszámmal és berendezésekkel tovább működött.[7]
- Az Uszolmas, a város legnagyobb gépipari vállalata 2006-ban több mint tíz, jogilag önálló gyárból állt.[7] 2014. őszén a cégbíróság határozatával csődbe ment.[10]
- 2004-ben a régi nagy ruhagyárból alakult gazdasági társaság üzemében 200 fő dolgozott (az 1975-ös 1500 fő helyett).[11] A gyár hagyományaira alapozva 2007-ben női ruhák készítésére specializálódott üzem (Lirian) kezdte meg a termelést.[12]
- A sóbányászatot és feldolgozást végző állami kombinát 2005-ben csődöt jelentett.[13] 2009-ben már egy orenburgi cég tulajdona volt és bizonytalan jövő előtt állt. Többen úgy vélték, hogy a kombinát bezárását készítik elő.[14]